# C'est le jour de la Noël

C'est le jour de la Noël est une chanson de Noël traditionnelle d'Auvergne.

## Paroles
C'est le jour de la Noël que Jésus est né (bis)
Il est né dedans un coin, dessus la paille
Il est né dedans un coin, dessus le foin.
Saint Joseph de son chapeau lui fit un berceau (bis)
Il coucha l'enfant si doux dedans ses langes
Il coucha l'enfant si doux sur ses genoux.
Le bœuf roux et l'âne gris veillaient le petit (bis)
Ils soufflaient bien doucement sur son visage
Ils soufflaient bien doucement dessus l'enfant.
Et à l'âge de quinze ans quand il sera grand (bis)
Il apprendra le métier de la boutique
Il apprendra le métier de charpentier.
Et pour la première fois fera une croix (bis)
Qui bientôt le conduira jusqu'au supplice
Qui bientôt le conduira jusqu'au trépas.